# Robert Schörgenhofer

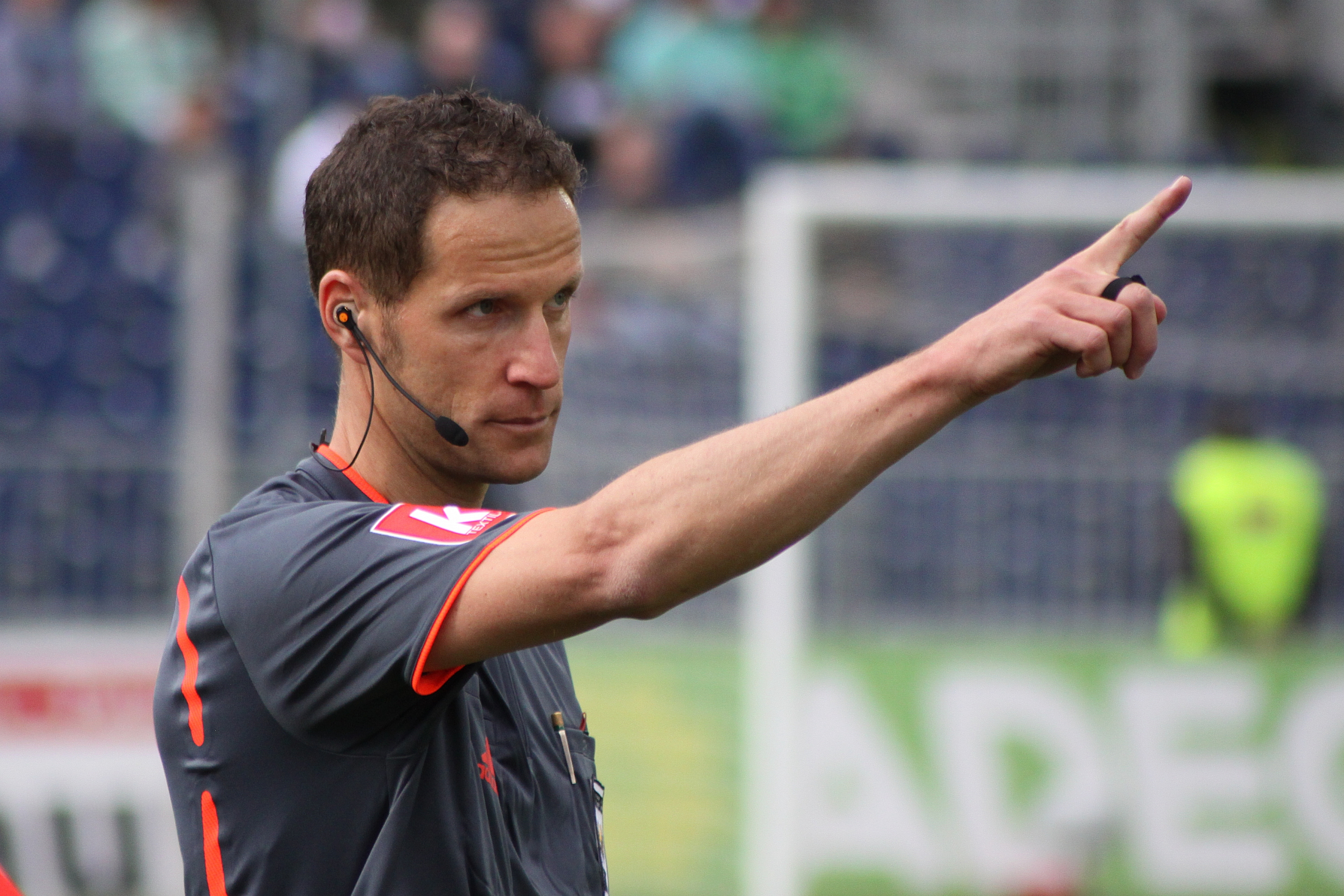
Robert Schörgenhofer

Robert Schörgenhofer (Dornbirn, 21 februari 1973) is een Oostenrijks voetbalscheidsrechter. Sinds 1991 fluit hij wedstrijden; in 2007 startte hij onder de FIFA en vanaf dat jaar leidt hij interlands.
Schörgenhofer begon op 18-jarige leeftijd als scheidsrechter bij de Oostenrijkse voetbalbond. Op die leeftijd voetbalde hij nog, maar stopte daar twee jaar later mee omdat zijn passie meer bij het scheidsrechterschap lag. Naar aanleiding van een onterecht ontvangen rode kaart tijdens een van zijn voetbalwedstrijden besloot hij dat het leiden van een wedstrijd niet zo moeilijk zou kunnen zijn en begon deze interesse zich te ontwikkelen. Zes later mocht Schörgenhofer wedstrijden leiden in de Erste Liga, het tweede niveau in het Oostenrijkse voetbalssysteem. Zo floot hij wedstrijden in seizoen 2000/01 van deze Liga. Hier debuteerde hij op 14 juli 2000. Op 14 augustus 2004 debuteerde Schörgenhofer in de Bundesliga bij een wedstrijd tussen FC Admira Wacker Mödling en ASKÖ Pasching. In deze wedstrijd deelde hij vier gele kaarten uit.
Op 1 januari 2007 werd hij opgenomen in de lijst van voetbalscheidsrechters van de FIFA. Om te kunnen beginnen moest hij eerst een korte opleiding van vier dagen volgen in Rome. Een maand na deze opleiding floot Schörgenhofer zijn eerste interland, de kwalificatiewedstrijd tussen Engeland en Bosnië en Herzegovina in kader van het Europees kampioenschap voetbal onder 17 - 2007. In augustus 2008 leidde hij een kwalificatiewedstrijd voor de UEFA Champions League tussen Sparta Praag en FC Sheriff Tiraspol. Zijn eerste echte interland was de kwalificatiewedstrijd voor het Wereldkampioenschap voetbal 2010 in Zuid-Afrika tussen Albanië en Malta (3-0). In november 2010 leidde Schörgenhofer een wedstrijd in de groepsfase van de Champions League 2010/11. Deze wedstrijd won Chelsea FC van MŠK Žilina (1-2).
In alle wedstrijden die Schörgenhofer floot deelde hij 1118 gele en 21 rode kaarten uit. 32 maal legde hij de bal op de stip.
Op 2 juni 2012 floot Schörgenhofer de oefenwedstrijd tussen Nederland en Noord-Ierland. Deze wedstrijd in de Amsterdam ArenA was de laatste oefenwedstrijd van het Nederlands voetbalelftal vóór het Europees kampioenschap voetbal 2012 in Oekraïne en Polen. Noord-Ierland wist zich niet te kwalificeren voor het eindtoernooi. De wedstrijd eindigde in een 6 - 0 overwinning voor het Nederlands elftal.
In het seizoen 2016/17 leidde de Oostenrijker ook één wedstrijd in de hoogste afdeling van het Zwitserse voetbal, de Raiffeisen Super League, net als zijn collega's Markus Hameter, Harald Lechner en Dominik Ouschan.